# Luis Morales Oliver
Luis Morales Oliver (Pasajes de San Pedro, Guipúzcoa, 1 de abril de 1895-Madrid, 26 de junio de 1982) fue director de la Biblioteca Nacional, profesor y especialista en literatura mística española.

## Biografía
De pequeño, se crio en Huelva. Cursó el bachillerato en el Colegio de los Agustinos y en el instituto de Huelva durante los años 1907 a 1913. Más tarde, entre 1913 y 1919 estudió Filosofía y Letras en Madrid, doctorándose en 1922 con una tesis titulada Benito Arias Montano (1527-1598). Esbozo biográfico y bibliográfico de obras impresas.
Fue profesor de la Universidad Central de Madrid entre 1926 y 1936. Acabada la Guerra Civil, en 1940, obtuvo la cátedra de Lengua y Literatura Españolas de la Universidad de Sevilla. En 1948 pasó a ocupar la cátedra de Lengua Española y Literatura Hispanoamericana en la Universidad Central de Madrid.
Desde el 25 de abril de 1941 fue académico numerario de la Real Academia Sevillana de Buenas Letras.
El 3 de marzo de 1952 pronuncia en el Gran Teatro de la capital el Pregón de la Semana Santa de Huelva, siendo presentado por el poeta onubense Diego José Figueroa Poyatos.

## Obras
- La heroicidad del Quijote en Cervantes: Conferencia pronunciada en la Fundación Universitaria Española, el día 9 de mayo de 1972. Madrid : Fundación Universitaria Española, 1974. ISBN 84-7392-000-7.

- El lenguaje del alma en la Reina Isabel de Castilla: conferencia pronunciada en la Fundación Universitaria Española el día 22 de febrero de 1973. Madrid : Fundación Universitaria Española, 1975. ISBN 84-7392-002-3.

- Sinopsis de don Quijote. Fundación Universitaria Española, 1977. ISBN 84-7392-012-0.

- San Juan de la Cruz: conferencias pronunciadas en la Fundación Universitaria Española los días 9 y 11 de diciembre de 1975. En colaboración con Baldomero Jiménez Duque. Fundación Universitaria Española, 1977. ISBN 84-7392-026-0.